# U-72号潜艇 (1940年)
U-72号（德語：U 72）是纳粹德国战争海军建造的568艘VII-C型潜艇（或称U艇）之一。它由基尔的日耳曼尼亚船厂承建，于1940年11月22日下水，至1941年1月4日交付使用。第二次世界大战期间，该艇主职训练和教学用途，未曾参与任何作战行动。1945年3月30日，U-72号在不来梅的德希马格威悉船厂内遭美国空军第八航空队以炸弹击沉，同年4月获打捞上岸，并于5月2日执行“彩虹命令”被炸毁。艇只残骸至战后拆解报废。

## 设计
VII-C型是VII级潜艇的第三次、也是最有价值的改进型。它搭载了被称为“S装置”的新式主动声呐系统，为了容纳这种新设备，VII-C型的艇体尺寸有所增加，并重新设计了鞍状水舱，在其两侧各增加了一个可提供储备浮力的小型浮舱，有利于潜艇完成快速下潜。U-72号的全长为67.10米，舷宽6.20米、并有4.74米的吃水深度，水上和水下排水量分别为769吨和871吨。该艇采用双轴设计，具有两副直径为1.23米的三叶螺旋桨。在机械系统方面，VII-C型艇也得到了升级：通过艇上配备的燃油过滤系统，柴油机润滑系统的使用受命得以延长，也为不同润滑剂在艇上机械设备上混合使用留足了余地。原先前型艇用于发射鱼雷和主压载舱吹除操作的电动空气压缩机则改为容克斯的柴动压缩机，从而减小了对艇上电气系统的依赖；此外，该型艇还装配了更为现代化的电力转换系统。动力由两台日耳曼尼亚生产的F46型六缸四冲程1,400匹公制馬力（1,000千瓦特）涡轮增压柴油机用于水面运行，以及两台AEG提供的GU 460/8-276型375匹公制馬力（280千瓦特）双作用电动发电机用于水下航行；水面最高航速17.7節（32.8每小時），水下7.6節（14.1每小時）；能够在水面以10節（19每小時）航速续航8,500海里（15,700），或以4節（7.4每小時）连续在水下航行80海里（150）而无需充电。
武器装备方面，U-72号装备有五具内置式鱼雷发射管——艇艏四具、艇艉一具。其艇艉的鱼雷发射管设计在耐压壳体内部、两片舵之间，鱼雷可以由此向外发射。在轮机舱甲板下方还配备了用于艇艉的鱼雷装填系统，耐压壳体与甲板室之间一前一后还设计有外置鱼雷贮存装置，因此U-72号可携带14枚G7型鱼雷或最多26枚TMA型水雷（TMB型则为39枚）。此外，该艇还搭载有一门配备220发弹药的88毫米35式速射炮以及一门配备1,195发弹药20毫米30式高射炮作为甲板炮。其标准船员编制为4名军官及40－56名水兵。

## 历史
1939年1月25日，海军造舰局将第二批次的两艘VII-C型潜艇（U-71至U-72号）建造合同发包予基尔的日耳曼尼亚船厂。其中U-72号于1939年12月28日开始铺设龙骨，建造序列为619。经过逾十一个月的建造，它于1940年11月22日下水，至1941年1月4日在首度担任艇长的海军少校汉斯-维尔纳·诺伊曼的指挥下交付使用。完成海试后，该艇先是以训练艇身份编入驻皮劳的第21潜艇区舰队服役至1941年6月8日，继而从翌日起成为驻梅默尔的第24潜艇区舰队的教学艇。同年7月2日，它重返驻皮劳的第21区舰队继续司职教学艇。随着苏联红军于1945年初发动东普鲁士攻势，德国人被迫放弃皮劳基地，U-72号遂跟随区舰队自1945年1月起撤回基尔。1945年3月30日，当该艇在不来梅的德希马格威悉船厂（53°08′N 08°46′E / 53.133°N 8.767°E）接受检修期间，遭空袭当地的美国空军第八航空队以炸弹击沉。它于同年4月获打捞上岸，并于5月2日执行“彩虹命令”被炸毁。艇只残骸至战后拆解报废。
第二次世界大战期间，U-72号纯粹担任训练和教学用途，未曾参与任何实战行动。

## 脚注
1. ↑  威廉生，第11頁.
2. ↑  加洛普，第74頁.
3. 1 2  Gröner 1991，第43–46頁.
4. ↑  加洛普，第72頁.
5. 1 2  . U-Boot-Archiv.   [2024-10-13].
6. ↑  Helgason, Guðmundur. . German U-boats of WWII - uboat.net.   [2024-10-13].